# Pachycladon novae-zelandiae
Pachycladon novae-zelandiae là một loài thực vật có hoa trong họ Cải. Loài này được Hook.f. mô tả khoa học đầu tiên.